# Giovanni Noseda
Giovanni Noseda (Milano, 3 dicembre 1816 – Lesa, 4 settembre 1878) è stato un imprenditore italiano, padre del compositore Gustavo Adolfo Noseda.

## Biografia
Nato da Gaspare Luigi e da Francesca Mentaschi a Milano nel 1816, rimase appena ventenne orfano di entrambi i genitori. Maritatosi con Vincenzina Mazzucchelli nel 1837, Giovanni Noseda (insieme al fratello Francesco Luigi) continuò l'attività paterna di commerciante (definito dai documenti dell'epoca come "chincagliere") finché non divenne e proprio agiato in seguito alle forniture militari e di vettogliamento nei confronti dell'esercito austriaco di Joseph Radetzky. Da questo momento il Noseda cominciò ad acquisire vari terreni nei dintorni di Milano (si ricordino le varie proprietà di Cassina Baraggia, tra cui Villa Noseda oggi Fiorita in centro a Brugherio, località quest'ultima di cui diverrà il primo sindaco nel 1867; e a Sanremo con l'omonima Villa Noseda) e ad intrattenere rapporti commerciali fondando banche, partecipando a vari bandi quali per la realizzazione di Piazza Duomo a Milano. Da ricordare il suo supporto nei confronti del talento musicale del figlio Gustavo Adolfo (1837-1866), fautore della realizzazione di un'importante biblioteca e archivio musicale composto da numerosi spartiti e manoscritti della scuola musicale napoletana. Giovanni Noseda spirò nella villa di Lesa, acquistata da lui nel 1872 e profondamente rimaneggiata per quanto riguarda il giardino, nel 1878. Fu sepolto nella tomba di famiglia nel Cimitero monumentale di Milano.